# Бика, Сакио
Сакио Бика (22 августа 1979) — австралийский боксёр-профессионал, камерунского происхождения выступающий в полутяжёлой весовой категории. Чемпион мира по версии WBC (2013—2014) во втором среднем весе.

## Любительская карьера
Член Олимпийской сборной Камеруна 2000 года. Проиграл канадцу Скотту Макинтошу в первом туре.

## Профессиональная карьера
Дебютировал в декабре 2000 года. Бика почти все свои бои провёл в Австралии.
В декабре 2000 года победил небитого украинца Ивана Вакалюка.
15 октября 2002 года потерпел первое поражение на ринге. Близким судейским решением проиграл австралийцу, Сэму Солиману.
В 2003 году завоевал титул чемпиона Австралии в среднем весе.
13 мая 2006 года вышел на чемпионские поединок с немцем, Маркусом Байером. Поединок завершился вничью.

### Чемпионский бой с Джо Кальзаге
В октябре 2006 года Бика вышел на ринг против британца Джо Кальзаге. В середине 5-го раунда Бика низко опущенной головой столкнулся с головой Кальзаге. Рефери снял с камерунца очко. Бика был недоволен штрафом. По итогам 12-ти раундом судьи единогласным решением объявили победителем Джо Кальзаге.
После этого боя Кальзаге отказался от титула IBF.
В июне 2007 года в отборочном бою за титул чемпиона мира во 2-м среднем весе по версии IBF Сакио Бика встретился с румыном Лучианом Буте. Буте доминировал в бою: он был более точен в атаках. В конце 10-го раунда Бика боднул головой противника. Рефери приостановил бой и оштрафовал камерунца на одно очко. По окончании поединка судьи единогласным решением объявили победителем Лучиана Буте.
в 2007 году Бика взял реванш за первое поражение и победил австралийца, Сэма Солимана.
В ноябре 2008 года Сакио Бика вышел на ринг против американца Манфредо Питера. С самого начала боя Бика не испытывал проблем с нанесением точных ударов. В основном Сакио добивался успеха боковыми. В третьем раунде, после того как Бика провёл комбинацию безответных ударов, бой был остановлен. Бика победил техническим нокаутом.
Проиграл 2010 года Жану-Полю Менди дисквалификацией в первом раунде.

### Чемпионский бой с Андре Уордом
В ноябре 2010 года состоялся бой Андре Уорда и камерунца Сакио Бика. Уорд второй раз защитил, принадлежащий ему титул чемпиона мира, уверенно победив по очкам, но Бика несмотря на разгромный счёт не в свою пользу, оказал достойное сопротивление, и продемонстрировал хороший напор в ринге.
В июне 2012 года Сакио Бика вышел на ринг против американца Дайи Дэвиса. Бика победил техническим нокаутом в 10 раунде.
В феврале 2013 года Сакио Бика победил по очкам не имеющего поражений боксёра из Черногории, Николу Секлочу (25-0).
22 июня 2013 года решением большинства судей, Бика победил по очкам непобеждённого боксёра из Мексики, Марко Антонио Перибана (20-0), и завоевал вакантный титул чемпиона мира по версии WBC.
7 декабря 2013 года в первой защите титула, Бика свёл вничью поединок с американцем, Энтони Диреллом.

## Список поединков
В таблице перечислены результаты всех поединков боксёров.
В каждой строке указан результат поединка. Дополнительно номер поединка обозначен цветом, который обозначает итог поединка. Расшифровка обозначений и цветов представлена в нижеследующей таблице.
| Пример | Расшифровка                     |
| ------ | ------------------------------- |
|        | Победа                          |
|        | Ничья                           |
|        | Поражение                       |
|        | Планируемый поединок            |
|        | Поединок признан несостоявшимся |
| КО     | Нокаут                          |
| ТКО    | Технический нокаут              |
| PTS    | Решение судей (по очкам)        |
| UD     | Единогласное решение судей      |
| MD     | Решение большинства судей       |
| SD     | Раздельное решение судей        |
| RTD    | Отказ от продолжения боя        |
| DQ     | Дисквалификация                 |
| NC     | Поединок признан несостоявшимся |

| Результат | Оппонент               | Показатели оппонента | Тип | Раунд, Время  | Дата            | Место                     | Дополнительно |
| 32-7-3    | Адонис Стивенсон       | 25-1                 | UD  | 12            | 4 апреля 2015   | Монреаль, Канада          | 111-115, 110-116, 110-115. Бой за титул чемпиона мира по версии WBC и The Ring в полутяжелом весе.                                                                     |
| 32-6-3    | Энтони Диррелл         | 26-0-1               | UD  | 12            | 16 августа 2014 | Нью-Йорк, США             | 111-116, 110-117, 113-114. Бика оштрафован за удары ниже пояса в 8 раунде. Потерял титул WBC во втором среднем весе.                                                   |
| 32-5-3    | Энтони Диррелл         | 26-0                 | SD  | 12            | 7 декабря 2013  | Нью-Йорк, США             | 114-112, 110-116, 113-113. Защитил титул WBC во втором среднем весе. Бика в нокдауне в 5 раунде, оштрафован за многочисленные фолы в 11 раунде.                        |
| 32-5-2    | Марко Антонио Перибан  | 20-0                 | MD  | 12            | 22 июня 2013    | Нью-Йорк, США             | 115-113, 114-114, 116-112. Выиграл титул WBC во втором среднем весе (первый титул чемпиона мира в карьере Бика).                                                       |
| 31-5-2    | Никола Секлоча         | 25-0                 | UD  | 12            | 16 февраля 2013 | Атлантик-Сити, США        | 119-109, 118-112, 120-108. Финал претендентского турнира WBC во втором среднем весе. Бика получил рассечение над правым глазом в 9 раунде после столкновения головами. |
| 30-5-2    | Дая Дэвис              | 21-2-1               | TKO | 10 (10), 1:40 | 2 июня 2012     | Карсон (Калифорния), США  | Выиграл титул NABF, вакантный титул WBO Inter-Continental во втором среднем весе.                                                                                      |
| 29-5-2    | Альфредо Контрерас     | 12-12-2              | RTD | 3 (8), 3:00   | 3 декабря 2011  | Анахайм (Калифорния), США | Контрерас получил рассечение от столкновения головами в 1 раунде, рассечение от удара в 3 раунде.                                                                      |
| 28-5-2    | Андре Уорд             | 22-0                 | UD  | 12            | 27 ноября 2010  | Окленд (Калифорния), США  | 108-120, 110-118, 110-118. Бой за титул WBA Super во втором среднем весе.                                                                                              |
| 28-4-2    | Жан-Поль Менди         | 28-0-1               | DQ  | 1 (12), 1:18  | 31 июля 2010    | Лас-Вегас, США            | Претендентский бой IBF во втором среднем весе. Бика дисквалифицирован за удар соперника во время отсчёта нокдауна.                                                     |
| 28-3-2    | Нестор Фабиан Казанова | 22-14                | KO  | 1 (8), 1:27   | 30 июля 2009    | Кэмпси, Австралия         | |
| 27-3-2    | Питер Манфредо         | 31-5                 | TKO | 3 (12), 1:50  | 13 ноября 2008  | Провиденс, США            | Выиграл титул IBO во втором среднем весе. |
| 26-3-2    | Густаво Хавьер Капуси  | 18-11-3              | KO  | 1 (12), 2:59  | 11 апреля 2008  | Кронулла, Австралия       | Выиграл титул IBF Pan-Pacific во втором среднем весе. |
| 25-3-2    | Джейдон Кодрингтон     | 18-1                 | TKO | 8 (10), 2:18  | 6 ноября 2007   | Бостон, США               | Финал телешоу «Претендент». Оба соперника в нокдаунах в 1 раунде. |
| 24-3-2    | Сэм Солиман            | 34-9                 | UD  | 8             | 30 октября 2007 | Лос-Анджелес, США         | 77-75, 78-74, 78-74. Полуфинал телешоу «Претендент». |
| 23-3-2    | Донни МакКрэри         | 23-5-2               | UD  | 5             | 2 октября 2007  | Лос-Анджелес, США         | 49-46, 50-45, 50-45. Отборочный турнир телешоу «Претендент». |
| 22-3-2    | Лучиан Буте            | 19-0                 | UD  | 12            | 15 июня 2007    | Монреаль, Канада          | 111-116, 109-118, 109-118. Претендентский бой IBF во втором среднем весе.                                                                                              |
| 22-2-2    | Андре Тиссе            | 19-7                 | UD  | 12            | 4 февраля 2007  | Сидней, Австралия         | Выиграл титул IBF Australasian во втором среднем весе. |
| 21-2-2    | Дечапон Сувунналирд    | 1-6                  | TKO | 2 (12), 1:58  | 8 декабря 2006  | Коффс-Харбор, Австралия   | Сувунналирд 2 раза в нокдауне |
| 20-2-2    | Джо Кальзаге           | 41-0                 | UD  | 12            | 14 октября 2006 | Манчестер, Англия         | 110-117, 110-117, 111-116. Бой за титулы WBO и IBF во втором среднем весе.                                                                                             |
| 20-1-2    | Маркус Байер           | 34-2                 | TD  | 4 (12), 1:42  | 13 мая 2006     | Цвиккау, Германия         | 36-40, 38-38, 38-38. Бой за титул WBC во втором среднем весе. Техническая ничья из-за рассечения у Байера.                                                             |
| 20-1-1    | Ёсихиро Араки          | 15-2                 | KO  | 5 (12), 2:22  | 22 ноября 2005  | Осака, Япония             | Защитил титул OPBF в среднем весе. |
| 19-1-1    | Джуэйм Даулинг         | 12-3                 | TKO | 6 (10), 2:35  | 1 апреля 2005   | Пенрит, Австралия         | |
| 18-1-1    | Ёсихиро Араки          | 14-1                 | TKO | 10 (12), 2:23 | 18 октября 2004 | Осака, Япония             | Выиграл вакантный титул OPBF в среднем весе. |